# Vilâyet Konya

Das Vilâyet Konya im Jahr 1900.

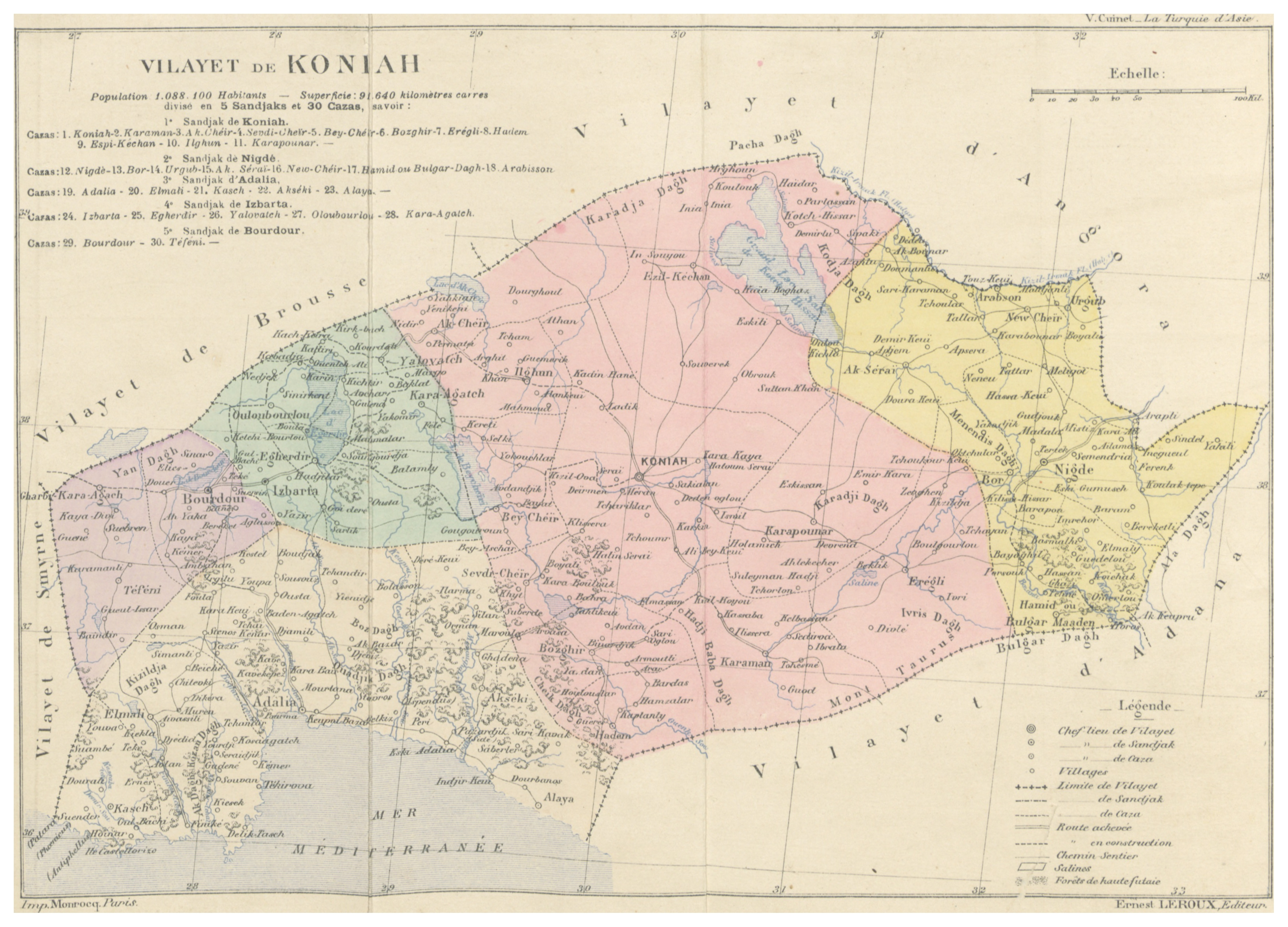
Karte zum Vilayet Konya von 1890

Das Vilâyet Konya (osmanisch ولايت قونيه Vilâyet-i Konya) war eine osmanische Provinz (Vilâyet), die Teile der antiken Regionen Pamphylien, Pisidien, Phrygien, Lykaonien, Kilikien und Kappadokien umfasste.
Zu Beginn des 20. Jahrhunderts hatte das Gebiet Konya eine Fläche von 91.620 km², während die vorläufigen Ergebnisse der ersten osmanischen Volkszählung 1885 (veröffentlicht 1908) die Bevölkerungszahl auf 1.088.100 bestimmten.
Im Jahre 1914 waren von den Einwohnern der Provinz 750.712 Muslime, 25.150 kappadokische Griechen (die Kappadokisch sprachen) und 12.971 Armenier. Durch den Völkermord an den Armeniern und den Verfolgungen der Griechen verschwand der nichtmuslimische Bevölkerungsanteil weitgehend.

## Unterteilung
Sandschaks des Vilayets:
- Sandschak Konya
- Sandschak Niğde
- Sandschak Burdur
- Sandschak Antalya (Teke)
- Sandschak Hamidabad